# 바르샤 라우트
바르샤 라우트(네팔어: बर्षा राउत, 1993년 12월 14일 ~ )는 네팔의 배우, 모델이다.